# Exetastes nigritibialis
Exetastes nigritibialis är en stekelart som beskrevs av Dali Chandra och Gupta 1977. Exetastes nigritibialis ingår i släktet Exetastes och familjen brokparasitsteklar. Inga underarter finns listade i Catalogue of Life.